# Liste der Staatsoberhäupter 1993
Übersicht
◄◄ | ◄ | 1989 | 1990 | 1991 | 1992 | Liste der Staatsoberhäupter 1993 | 1994 | 1995 | 1996 | 1997 | ► | ►►

Weitere Ereignisse

## Afrika
- Ägypten
  - Staatsoberhaupt: Präsident Husni Mubarak (1981–2011) (1981–1982 Ministerpräsident)
  - Regierungschef: Ministerpräsident Atif Muhammad Nagib Sidqi (1986–1996)
- Algerien
  - Staatsoberhaupt: Vorsitzender des Hohen Staatsrats Ali Kafi (1992–1994)
  - Regierungschef:
    - Ministerpräsident Belaid Abdessalam (1992–21. August 1993)
    - Ministerpräsident Redha Malek (21. August 1993–1994)
- Angola
  - Staatsoberhaupt: Präsident José Eduardo dos Santos (1979–2017)
  - Regierungschef: Premierminister Marcolino Moco (1992–1996)
- Äquatorialguinea
  - Staatsoberhaupt: Präsident Teodoro Obiang Nguema Mbasogo (seit 1979) (bis 1982 Vorsitzender des Obersten Militärrats)
  - Regierungschef: Premierminister Silvestre Siale Bileka (1992–1996)
- Äthiopien
  - Staatsoberhaupt: Präsident Meles Zenawi (1991–1995) (1995–2012 Ministerpräsident)
  - Regierungschef: Ministerpräsident Tamirat Layne (1991–1995)
- Benin
  - Staats- und Regierungschef: Präsident Nicéphore Soglo (1991–1996) (1990–1991 Ministerpräsident)
- Botswana
  - Staats- und Regierungschef: Präsident Quett Masire (1980–1998)
- Burkina Faso
  - Staatsoberhaupt: Präsident Blaise Compaoré (1987–2014)
  - Regierungschef: Ministerpräsident Youssouf Ouédraogo (1992–1994)
- Burundi
  - Staatsoberhaupt:
    - Präsident Pierre Buyoya (1987–10. Juli 1993, 1996–2003)
    - Präsident Melchior Ndadaye (10. Juli 1993–21. Oktober 1993)
    - Präsident François Ngeze (21. Oktober 1993–27. Oktober 1993)
    - Premierministerin Sylvie Kinigi (27. Oktober 1993–1994) (kommissarisch)

  - Regierungschef:
    - Premierminister Adrien Sibomana (1988–10. Juli 1993)
    - Premierministerin Sylvie Kinigi (10. Juli 1993–1994)
- Dschibuti
  - Staatsoberhaupt: Präsident Hassan Gouled Aptidon (1977–1999) (1977 Ministerpräsident)
  - Regierungschef: Ministerpräsident Barkat Gourad Hamadou (1978–2001)
- Elfenbeinküste
  - Staatsoberhaupt:
    - Präsident Félix Houphouët-Boigny (1960–7. Dezember 1993)
    - Präsident Henri Konan Bédié (7. Dezember 1993–1999)

  - Regierungschef:
    - Premierminister Alassane Ouattara (1990–11. Dezember 1993) (seit 2010 Präsident)
    - Premierminister Daniel Kablan Duncan (11. Dezember 1993–1999, 2012–2017)
- Eritrea (seit 24. Mai 1993 unabhängig)
  - Staats- und Regierungschef: Präsident Isayas Afewerki (seit 24. Mai 1993)
- Gabun
  - Staatsoberhaupt: Präsident Omar Bongo (1967–2009)
  - Regierungschef: Ministerpräsident Casimir Oyé-Mba (1990–1994)
- Gambia
  - Staats- und Regierungschef: Präsident Dawda Jawara (1970–1994) (1965–1970 Ministerpräsident)
- Ghana
  - Staats- und Regierungschef: Präsident Jerry Rawlings (1979, 1981–2001) (bis 7. Januar 1993 Vorsitzender des provisorischen Nationalen Verteidigungsrats)
- Guinea
  - Staats- und Regierungschef: Präsident Lansana Conté (1984–2008)
- Guinea-Bissau
  - Staatsoberhaupt: Präsident João Bernardo Vieira (1980–1984, 1984–1999, 2005–2009) (1978–1980 Premierminister)
  - Regierungschef: Premierminister Carlos Correia (1991–1994, 1997–1998, 2008–2009, 2015–2016)
- Kamerun
  - Staatsoberhaupt: Präsident Paul Biya (seit 1982)
  - Regierungschef: Premierminister Simon Achidi Achu (1992–1996)
- Kap Verde
  - Staatsoberhaupt: Präsident António Monteiro (1991–2001)
  - Regierungschef: Premierminister Carlos Veiga (1991–2000)
- Kenia
  - Staats- und Regierungschef: Präsident Daniel arap Moi (1978–2002)
- Komoren
  - Staatsoberhaupt: Präsident Said Mohamed Djohar (1989–1995, 1996)
  - Regierungschef:
    - Ministerpräsident Ibrahim Halidi (1. Januar 1993–26. Mai 1993)
    - Ministerpräsident Said Ali Mohamed (26. Mai 1993–19. Juni 1993)
    - Ministerpräsident Ahmed Ben Cheikh Attoumane (20. Juni 1993–1994)
- Republik Kongo (1960–1970 Kongo-Brazzaville; 1970–1992 Volksrepublik Kongo)
  - Staatsoberhaupt: Präsident Pascal Lissouba (1992–1997) (1963–1966 Ministerpräsident)
  - Regierungschef:
    - Ministerpräsident Claude Antoine Dacosta (1992–23. Juni 1993)
    - Ministerpräsident Joachim Yhombi-Opango (23. Juni 1993–1996) (1977–1979 Präsident)
- Lesotho
  - Staatsoberhaupt: König Letsie III. (1990–1995, seit 1996)
  - Regierungschef:
    - Vorsitzender des Militärrats Elias Phisoana Ramaema (1991–2. April 1993)
    - Ministerpräsident Ntsu Mokhehle (2. April 1993–1994, 1994–1998)
- Liberia
  - Staats- und Regierungschef: Präsident der Übergangsregierung der Nationalen Einheit Amos Sawyer (1990–1994)
- Libyen
  - Revolutionsführer: Muammar al-Gaddafi (1969–2011) (1969–1979 Generalsekretär des Allgemeinen Volkskongresses)
  - Staatsoberhaupt: Generalsekretär des Allgemeinen Volkskongresses Zantani Muhammad az-Zantani (1992–2008)
  - Regierungschef: Generalsekretär des Allgemeinen Volkskomitees Abu Zaid Umar Durda (1990–1994)
- Madagaskar
  - Staatsoberhaupt:
    - Präsident Didier Ratsiraka (1975–27. März 1993, 1997–2002)
    - Präsident Albert Zafy (27. März 1993–1996)

  - Regierungschef:
    - Premierminister Guy Razanamasy (1991–9. August 1993)
    - Premierminister Francisque Ravony (9. August 1993–1995)
- Malawi
  - Staats- und Regierungschef: Präsident Hastings Kamuzu Banda (1966–1994) (1964–1966 Ministerpräsident)
- Mali
  - Staatsoberhaupt: Präsident Alpha Oumar Konaré (1992–2002)
  - Regierungschef:
    - Premierminister Younoussi Touré (1992–12. April 1993)
    - Premierminister Abdoulaye Sékou Sow (12. April 1993–1994)
- Marokko
  - Staatsoberhaupt: König Hassan II. (1961–1999)
  - Regierungschef: Premierminister Mohammed Karim Lamrani (1971–1972, 1983–1986, 1992–1994)
- Mauretanien
  - Staatsoberhaupt: Präsident Maaouya Ould Sid’Ahmed Taya (1984–2005) (1981–1984, 1984–1992 Premierminister)
  - Regierungschef: Premierminister Sidi Mohamed Ould Boubacar (1992–1996, 1998–2003)
- Mauritius
  - Staatsoberhaupt: Präsident Cassam Uteem (1992–2002)
  - Regierungschef: Ministerpräsident Anerood Jugnauth (1982–1995, 2000–2003, 2014–2017) (2003–2012 Präsident)
- Mosambik
  - Staatsoberhaupt: Präsident Joaquim Alberto Chissano (1986–2005)
  - Regierungschef: Premierminister Mário Fernandes da Graça Machungo (1976–1994)
- Namibia
  - Staatsoberhaupt: Präsident Sam Nujoma (1990–2005)
  - Regierungschef: Ministerpräsident Hage Geingob (1990–2002, 2012–2015) (2015–2024 Präsident)
- Niger
  - Staatsoberhaupt:
    - Präsident Ali Saibou (1987–16. April 1993) (bis 1989 Präsident des Obersten Militärrats)
    - Präsident Mahamane Ousmane (16. April 1993–1996)

  - Regierungschef:
    - Premierminister Amadou Cheiffou (1991–17. April 1993)
    - Premierminister Mahamadou Issoufou (17. April 1993–1994) (2011–2021 Präsident)
- Nigeria
  - Staats- und Regierungschef:
    - Präsident des Regierenden Rates der Streitkräfte Ibrahim Babangida (1985–26. August 1993)
    - Interimspräsident Ernest Shonekan (26. August 1993–17. November 1993)
    - Vorsitzender des Provisorischen Regierungsrats Sani Abacha (17. November 1993–1998)
- Ruanda
  - Staatsoberhaupt: Präsident Juvénal Habyarimana (1973–1994)
  - Regierungschef:
    - Premierminister Dismas Nsengiyaremye (1992–18. Juli 1993)
    - Premierministerin Agathe Uwilingiyimana (18. Juli 1993–1994)
- Sambia
  - Staats- und Regierungschef: Präsident Frederick Chiluba (1991–2002)
- São Tomé und Príncipe
  - Staatsoberhaupt: Präsident Miguel Trovoada (1991–1995, 1995–2001) (1975–1979 Premierminister)
  - Regierungschef: Premierminister Norberto d’Alva Costa Alegre (1992–1994)
- Senegal
  - Staatsoberhaupt: Präsident Abdou Diouf (1981–2000) (1970–1980 Premierminister)
  - Regierungschef: Premierminister Habib Thiam (1981–1983, 1991–1998)
- Seychellen
  - Staats- und Regierungschef: Präsident France-Albert René (1977–2004) (1976–1977 Ministerpräsident)
- Sierra Leone
  - Staatsoberhaupt: Vorsitzender des Obersten Staatsrats Valentine Strasser (1992–1996)
  - Regierungschef:
    - Vorsitzender des Rats der Staatssekretäre Solomon Musa (1992–5. Juli 1993)
    - Vorsitzender des Rats der Staatssekretäre Julius Maada Bio (5. Juli 1993–1995) (1996 Vorsitzender des Obersten Staatsrats)
- Simbabwe
  - Staats- und Regierungschef: Präsident Robert Mugabe (1987–2017) (1980–1987 Ministerpräsident)
- Somalia
  - Staatsoberhaupt: Präsident Ali Mahdi Mohammed (1991–1997)
  - Regierungschef: Ministerpräsident Umar Arteh Ghalib (1991–1993)
    - Somaliland (international nicht anerkannt)
      - Staats- und Regierungschef:
        - Präsident Abd-ar-Rahman Ahmad Ali Tur (1991–16. Mai 1993)
        - Präsident Mohammed Haji Ibrahim Egal (16. Mai 1993–2002) (1967–1969 Ministerpräsident von Somalia)
- Südafrika
  - Staats- und Regierungschef: Präsident Frederik Willem de Klerk (1989–1994)
- Sudan
  - Staats- und Regierungschef: Präsident Umar al-Baschir (1989–2019)
- Swasiland
  - Staatsoberhaupt: König Mswati III. (seit 1986)
  - Regierungschef:
    - Premierminister Obed Dlamini (1989–25. Oktober 1993)
    - Premierminister Andreas Fakudze (25. Oktober 1993–4. November 1993) (kommissarisch)
    - Premierminister Jameson Mbilini Dlamini (4. November 1993–1996)
- Tansania
  - Staatsoberhaupt: Präsident Ali Hassan Mwinyi (1985–1995)
  - Regierungschef: Premierminister John Malecela (1990–1994)
- Togo
  - Staatsoberhaupt: Präsident Gnassingbé Eyadéma (1967–2005)
  - Regierungschef: Premierminister Joseph Kokou Koffigoh (1991–1994)
- Tschad
  - Staatsoberhaupt: Präsident Idriss Déby (1990–2021)
  - Regierungschef:
    - Premierminister Joseph Yodoyman (1992–7. April 1993)
    - Premierminister Fidèle Moungar (7. April 1993–6. November 1993)
    - Premierminister Delwa Kassiré Koumakoye (6. November 1993–1995, 2007–2008)
- Tunesien
  - Staatsoberhaupt: Präsident Zine el-Abidine Ben Ali (1987–2011) (1987 Ministerpräsident)
  - Regierungschef: Ministerpräsident Hamed Karoui (1989–1999)
- Uganda
  - Staatsoberhaupt: Präsident Yoweri Museveni (seit 1986)
  - Regierungschef: Premierminister George Cosmas Adyebo (1991–1994)
- Westsahara (umstritten)
  - Staatsoberhaupt: Präsident Mohamed Abdelaziz (1976–2016) (im Exil)
  - Regierungschef:
    - Ministerpräsident Mahfoud Ali Beiba (1982–1985, 1988–1993, 1995–1999) (im Exil)
    - Ministerpräsident Bouchraya Hammoudi Beyoun (19. September 1993–1995, 1999–2003, seit 2020) (im Exil)
- Zaïre (bis 1964 Kongo-Léopoldville, 1964–1971, seit 1997 Demokratische Republik Kongo)
  - Staatsoberhaupt: Präsident Mobutu Sese Seko (1965–1997)
  - Regierungschef:
    - Ministerpräsident Nguza Karl-I-Bond (1980–1981, 1991–1992) Étienne Tshisekedi (1991, 1992–18. März 1993, 1997)
    - Ministerpräsident Faustin Birindwa (18. März 1993–1994)
- Zentralafrikanische Republik
  - Staatsoberhaupt:
    - Präsident André Kolingba (1981–22. Oktober 1993)
    - Präsident Ange-Félix Patassé (22. Oktober 1993–2003) (1976–1978 Premierminister)

  - Regierungschef:
    - Premierminister Timothée Malendoma (1992–26. Februar 1993)
    - Premierminister Enoch Derant Lakoué (26. Februar 1993–25. Oktober 1993)
    - Premierminister Jean-Luc Mandaba (25. Oktober 1993–1995)

## Amerika

### Nordamerika
- Kanada
  - Staatsoberhaupt: Königin Elisabeth II. (1952–2022)
    - Generalgouverneur: Ray Hnatyshyn (1990–1995)

  - Regierungschef:
    - Premierminister Brian Mulroney (1984–25. Juni 1993)
    - Premierministerin Kim Campbell (25. Juni 1993–4. November 1993)
    - Premierminister Jean Chrétien (4. November 1993–2003)
- Mexiko
  - Staats- und Regierungschef: Präsident Carlos Salinas de Gortari (1988–1994)
- Vereinigte Staaten von Amerika
  - Staats- und Regierungschef:
    - Präsident George H. W. Bush (1989–20. Januar 1993)
    - Präsident Bill Clinton (20. Januar 1993–2001)

### Mittelamerika
- Antigua und Barbuda
  - Staatsoberhaupt: Königin Elisabeth II. (1981–2022)
    - Generalgouverneur
      - Wilfred E. Jacobs (1981–10. Juni 1993)
      - James Carlisle (10. Juni 1993–2007)

  - Regierungschef: Premierminister Vere Cornwall Bird (1981–1994)
- Bahamas
  - Staatsoberhaupt: Königin Elisabeth II. (1973–2022)
    - Generalgouverneur: Clifford Darling (1992–1995)

  - Regierungschef: Premierminister Hubert Ingraham (1992–2002, 2007–2012)
- Barbados
  - Staatsoberhaupt: Königin Elisabeth II. (1966–2021)
    - Generalgouverneurin: Nita Barrow (1990–1995)

  - Regierungschef: Premierminister Lloyd Erskine Sandiford (1987–1994)
- Belize
  - Staatsoberhaupt: Königin Elisabeth II. (1981–2022)
    - Generalgouverneur/-in:
      - Minita Gordon (1981–17. November 1993)
      - Colville Young (seit 17. November 1993–2021)

  - Regierungschef:
    - Premierminister George Cadle Price (1981–1984, 1989–3. Juli 1993)
    - Premierminister Manuel Esquivel (1984–1989, 3. Juli 1993–1998)
- Costa Rica
  - Staats- und Regierungschef: Präsident Rafael Ángel Calderón Fournier (1990–1994)
- Dominica
  - Staatsoberhaupt:
    - Präsident Clarence A. Seignoret (1983–24. Oktober 1993)
    - Präsident Crispin Sorhaindo (25. Oktober 1993–1998)

  - Regierungschef: Premierministerin Eugenia Charles (1980–1995)
- Dominikanische Republik
  - Staats- und Regierungschef: Präsident Joaquín Balaguer (1960–1962, 1966–1978, 1986–1996)
- El Salvador
  - Staats- und Regierungschef: Präsident Alfredo Cristiani Burkard (1989–1994)
- Grenada
  - Staatsoberhaupt: Königin Elisabeth II. (1974–2022)
    - Generalgouverneur: Reginald Palme (1992–1996)

  - Regierungschef: Ministerpräsident Nicholas Brathwaite (1983–1984, 1990–1995)
- Guatemala
  - Staats- und Regierungschef:
    - Präsident Jorge Serrano Elias (1991–1. Juni 1993)
    - Präsident Gustavo Adolfo Espina Salguero (1. Juni 1993–5. Juni 1993)
    - Präsident Ramiro de León Carpio (6. Juni 1993–1996)
- Haiti
  - Staatsoberhaupt:
    - Präsident Marc Bazin (15. Juni 1992–1993) (kommissarisch)
    - Präsident Jean-Bertrand Aristide (1991, 15. Juni 1993–1994, 1994–1996, 2001–2004)

  - Regierungschef:
    - Ministerpräsident Marc Bazin (1992–30. August 1993)
    - Ministerpräsident Robert Malval (30. August 1993–1994)
- Honduras
  - Staats- und Regierungschef: Präsident Rafael Leonardo Callejas (1990–1994)
- Jamaika
  - Staatsoberhaupt: Königin Elisabeth II. (1962–2022)
    - Generalgouverneur: Howard Cooke (1991–2006)

  - Regierungschef: Premierminister Percival J. Patterson (1992–2006)
- Kuba
  - Staatsoberhaupt und Regierungschef: Präsident des Staatsrats und des Ministerrats Fidel Castro (1976–2008) (1959–1976 Ministerpräsident)
- Nicaragua
  - Staats- und Regierungschef: Präsidentin Violeta Barrios de Chamorro (1990–1997) (1979–1980 Mitglied der Regierungsjunta des nationalen Wiederaufbaus)
- Panama
  - Staats- und Regierungschef: Präsident Guillermo Endara Galimany (1989–1994)
- St. Kitts und Nevis
  - Staatsoberhaupt: Königin Elisabeth II. (1983–2022)
    - Generalgouverneur Clement Athelston Arrindell (1983–1995)

  - Regierungschef: Premierminister Kennedy Simmonds (1983–1995)
- St. Lucia
  - Staatsoberhaupt: Königin Elisabeth II. (1979–2022)
    - Generalgouverneur: Stanislaus A. James (1988–1996)

  - Regierungschef: Premierminister John Compton (1982–1996, 2006–2007)
- St. Vincent und die Grenadinen
  - Staatsoberhaupt: Königin Elisabeth II. (1979–2022)
    - Generalgouverneur: David Jack (1989–1996)

  - Regierungschef: Premierminister James Fitz-Allen Mitchell (1984–2000)
- Trinidad und Tobago
  - Staatsoberhaupt: Präsident Noor Hassanali (1987–1997)
  - Regierungschef: Ministerpräsident Patrick Manning (1991–1995, 2001–2010)

### Südamerika
- Argentinien
  - Staats- und Regierungschef: Präsident Carlos Menem (1989–1999)
- Bolivien
  - Staats- und Regierungschef:
    - Präsident Jaime Paz Zamora (1989–6. August 1993)
    - Präsident Gonzalo Sánchez de Lozada (6. August 1993–1997, 2002–2003)
- Brasilien
  - Staats- und Regierungschef: Präsident Itamar Franco (1992–1995)
- Chile
  - Staats- und Regierungschef: Präsident Patricio Aylwin (1990–1994)
- Ecuador
  - Staats- und Regierungschef: Präsident Sixto Durán Ballén (1992–1996)
- Guyana
  - Staatsoberhaupt: Präsident Cheddi Jagan (1992–1997)
  - Regierungschef: Ministerpräsident Sam Hinds (1992–1997, 1997–1999, 1999–2015) (1997 Präsident)
- Kolumbien
  - Staats- und Regierungschef: Präsident César Gaviria (1990–1994)
- Paraguay
  - Staats- und Regierungschef:
    - Präsident Andrés Rodríguez (1989–15. August 1993)
    - Präsident Juan Carlos Wasmosy (15. August 1993–1998)
- Peru
  - Staatsoberhaupt: Präsident Alberto Fujimori (1990–2000)
  - Regierungschef:
    - Ministerpräsident Óscar de la Puente Raygada (1992–28. August 1993)
    - Ministerpräsident Alfonso Bustamante y Bustamante (28. August 1993–1994)
- Suriname
  - Staatschef: Präsident Ronald Venetiaan (1991–1996, 2000–2010)
  - Regierungschef: Vizepräsident Jules Ratankumar Ajodhia (1991–1996, 2000–2005)
- Uruguay
  - Staats- und Regierungschef: Präsident Luis Alberto Lacalle (1990–1995)
- Venezuela
  - Staats- und Regierungschef:
    - Präsident Carlos Andrés Pérez (1974–1979, 1989–31. August 1993) (ab 21. Mai suspendiert)
    - Parlamentspräsident Octavio Lepage (21. Mai 1993–5. Juni 1993) (kommissarisch)
    - Präsident Ramón José Velásquez (5. Juni 1993–1994) (bis 31. Oktober kommissarisch)

## Asien

### Ost-, Süd- und Südostasien
- Bangladesch
  - Staatsoberhaupt: Präsident Abdur Rahman Biswas (1991–1996)
  - Regierungschef: Premierministerin Khaleda Zia (1991–1996, 2001–2006)
- Bhutan
  - Staats- und Regierungschef: König Jigme Singye Wangchuck (1972–2006)
- Brunei
  - Staats- und Regierungschef: Sultan Hassanal Bolkiah (seit 1967)
- Republik China (Taiwan)
  - Staatsoberhaupt: Präsident Lee Teng-hui (1988–2000)
  - Regierungschef:
    - Ministerpräsident Hau Pei-tsun (1990–10. Februar 1993)
    - Ministerpräsident Lien Chan (10. Februar 1993–1997)
- Volksrepublik China
  - Staatsoberhaupt:
    - Präsident Yang Shangkun (1988–27. März 1993)
    - Präsident Jiang Zemin (27. März 1993–2003)

  - Regierungschef: Ministerpräsident Li Peng (1987–1998)
- Indien
  - Staatsoberhaupt: Präsident Shankar Dayal Sharma (1992–1997)
  - Regierungschef: Premierminister P. V. Narasimha Rao (1991–1996)
- Indonesien
  - Staats- und Regierungschef: Präsident Suharto (1967–1998)
- Japan
  - Staatsoberhaupt: Kaiser Akihito (1989–2019)
  - Regierungschef:
    - Premierminister Miyazawa Kiichi (1991–9. August 1993)
    - Premierminister Morihiro Hosokawa (9. August 1993–1994)
- Kambodscha
  - Staatsoberhaupt:
    - Vorsitzender des Staatsrats Chea Sim (1992–14. Juni 1993)
    - Staatsoberhaupt: Norodom Sihanouk (1960–1970, 1975–1976, 14. Juni 1993–24. September 1993) (1941–1955, 1993–2004 König)
    - König Norodom Sihanouk (1941–1955, 1993–2004) (1960–1970, 1975–1976, 1993 Präsident)

  - Regierungschef: Premierminister Hun Sen (1985–2023)
- Nordkorea
  - Vorsitzender der Nationalen Verteidigungskommission: Kim Il-sung (1948–1994)
  - Vorsitzender des Präsidiums der Obersten Volksversammlung: Kim Il-sung (1972–1994)
  - Regierungschef: Ministerpräsident Kang Song-san (1984–1986, 1992–1997)
- Südkorea
  - Staatsoberhaupt:
    - Präsident Roh Tae-woo (1988–25. Februar 1993)
    - Präsident Kim Young-sam (25. Februar 1993–1998)

  - Regierungschef:
    - Ministerpräsident Hyun Seung-jong (1992–25. Februar 1993)
    - Ministerpräsident Hwang In-sung (25. Februar 1993–17. Dezember 1993)
    - Ministerpräsident Lee Hoi-chang (17. Dezember 1993–1994)
- Laos
  - Staatsoberhaupt: Präsident Nouhak Phoumsavanh (1992–1998)
  - Regierungschef: Premierminister Khamtay Siphandone (1991–1998)
- Malaysia
  - Staatsoberhaupt: Oberster Herrscher Azlan Shah (1989–1994)
  - Regierungschef: Premierminister Mahathir bin Mohamad (1981–2003, 2018–2020)
- Malediven
  - Staats- und Regierungschef: Präsident Maumoon Abdul Gayoom (1978–2008)
- Myanmar
  - Staatsoberhaupt: Vorsitzender des Staatsrats für Frieden und Entwicklung Than Shwe (1992–2011) (1992–2003 Ministerpräsident)
  - Regierungschef: Ministerpräsident Than Shwe (1992–2003) (1992–2011 Vorsitzender des Staatsrats für Frieden und Entwicklung)
- Nepal
  - Staatsoberhaupt: König Birendra (1972–2001)
  - Regierungschef: Ministerpräsident Girija Prasad Koirala (1991–1994, 1998–1999, 2000–2001, 2006–2008)
- Pakistan
  - Staatsoberhaupt:
    - Präsident Ghulam Ishaq Khan (1988–18. Juli 1993)
    - Präsident Wasim Sajjad (18. Juli 1993–14. November 1993, 1997–1998) (kommissarisch)
    - Präsident Faruk Ahmad Khan Leghari (14. November 1993–1997)

  - Regierungschef:
    - Ministerpräsident Nawaz Sharif (1990–18. April 1993, 1993, 1997–1999 , 2013–2017)
    - Ministerpräsident Balakh Sher Mazari (18. April 1993–26. Mai 1993) (kommissarisch)
    - Ministerpräsident Nawaz Sharif  (1990–1993, 26. Mai 1993–18. Juli 1993, 1997–1999 , 2013–2017)
    - Ministerpräsident Moin Qureshi (18. Juli 1993–19. Oktober 1993) (kommissarisch)
    - Ministerpräsidentin Benazir Bhutto (1988–1990, 19. Oktober 1993–1996)
- Philippinen
  - Staats- und Regierungschef: Präsident Fidel Ramos (1992–1998)
- Singapur
  - Staatsoberhaupt:
    - Präsident Wee Kim Wee (1985–1. September 1993)
    - Präsident Ong Teng Cheong (1. September 1993–1999)

  - Regierungschef: Premierminister Goh Chok Tong (1990–2004)
- Sri Lanka
  - Staatsoberhaupt:
    - Präsident Ranasinghe Premadasa (1989–1. Mai 1993) (1978–1989 Premierminister)
    - Präsident Dingiri Banda Wijetunga (1. Mai 1993–1994) (1989–1993 Premierminister)

  - Regierungschef:
    - Premierminister Dingiri Banda Wijetunga (1989–7. Mai 1993) (1993–1994 Präsident)
    - Premierminister Ranil Wickremesinghe (7. Mai 1993–1994, 2001–2004, 2015–2018, 2018–2019, 2022) (2022–2024 Präsident)
- Thailand
  - Staatsoberhaupt: König Rama IX. Bhumibol Adulyadej (1946–2016)
  - Regierungschef: Ministerpräsident Chuan Leekpai (1992–1995, 1997–2001)
- Vietnam
  - Staatsoberhaupt: Präsident Lê Đức Anh (1992–1997)
  - Regierungschef: Premierminister Võ Văn Kiệt (1988, 1991–1997) (bis 1992 Vorsitzender des Ministerrats)

### Vorderasien
- Armenien
  - Staatsoberhaupt: Präsident Lewon Ter-Petrosjan (1991–1998)
  - Regierungschef:
    - Ministerpräsident Chosrow Arutjunjan (1992–2. Februar 1993)
    - Ministerpräsident Hrant Bagratjan (1991–1992, 2. Februar 1993–1996) (bis 12. Februar 1993 kommissarisch)
- Aserbaidschan
  - Staatsoberhaupt:
    - Präsident Abulfas Eltschibei (1992–24. Juni 1993)
    - Präsident Heidar Alijew (24. Juni 1993–2003)

  - Regierungschef:
    - Ministerpräsident Rahim Husseinow (1992–26. Januar 1993)
    - Ministerpräsident Ali Massimow (26. Januar 1993–28. April 1993)
    - Ministerpräsident Panach Husseinow (28. April 1993–7. Juni 1993)
    - Ministerpräsident Surat Husseinow (27. Juni 1993–1994)

  - Bergkarabach (international nicht anerkannt)
    - Staatsoberhaupt:
      - Parlamentspräsident Georgi Petrosjan (1992–14. Juni 1993) (kommissarisch)
      - Parlamentspräsident Garen Baburjan (14. Juni 1993–1994) (kommissarisch)

    - Regierungschef: Ministerpräsident Robert Kotscharjan (1992–Dezember 1994) (1994–1997 Präsident von Bergkarabach, 1997–1998, 2000 Ministerpräsident von Armenien, 1998–2008 Präsident von Armenien)
- Bahrain
  - Staatsoberhaupt: Emir Isa II. (1971–1999)
  - Regierungschef: Ministerpräsident Chalifa ibn Salman Al Chalifa (1971–2020)
- Georgien
  - Staatsoberhaupt: Präsident Eduard Schewardnadse (1992–2003)
  - Regierungschef:
    - Ministerpräsident Tengis Sigua (1991, 1992–1993)
    - Präsident Eduard Schewardnadse (6. August 1993–20. August 1993) (kommissarisch)
    - Ministerpräsident Otar Pazazia (20. August 1993–1995)

  - Abchasien (international nicht anerkannt)
    - Staatsoberhaupt: Präsident Wladislaw Ardsinba (1992–2005)
    - Regierungschef:
    - Ministerpräsident Wascha Sarandija (1992–12. Dezember 1993)
    - Ministerpräsident Sokrat Dschindscholija (1993–1994)

  - Südossetien (international nicht anerkannt)
    - Staatsoberhaupt:
      - Parlamentspräsident Tores Kulumbegow (1992–Oktober 1993)
      - Parlamentspräsident Ludwig Tschibirow (Oktober 1993–2001)

    - Regierungschef:
      - Ministerpräsident Oleg Tesejew (1991–27. September 1993)
      - Ministerpräsident Gerassim Chugajew (November 1993–1994, 2001–2003)
- Irak
  - Staatsoberhaupt: Präsident Saddam Hussein (1979–2003) (1979–1991, 1994–2003 Ministerpräsident)
  - Regierungschef:
    - Ministerpräsident Muhammad Hamza az-Zubaidi (1991–5. September 1993)
    - Ministerpräsident Ahmad Hussain Chudair as-Sammara´i (5. September 1993–1994)
- Iran
  - Religiöses Oberhaupt: Oberster Rechtsgelehrter Ali Chamene’i (seit 1989) (1981–1989 Ministerpräsident)
  - Staatsoberhaupt: Präsident Akbar Hāschemi Rafsandschāni (1989–1997)
- Israel
  - Staatsoberhaupt:
    - Präsident Chaim Herzog (1983–13. Mai 1993)
    - Präsident Ezer Weizmann (13. Mai 1993–2002)

  - Regierungschef: Ministerpräsident Jitzchak Rabin (1974–1977, 1992–1995)
- Jemen
  - Staatsoberhaupt: Vorsitzender des Präsidialrates Ali Abdullah Salih (1990–2012) (ab 1994 Präsident) (1978–1990 Präsident des Nordjemen)
  - Regierungschef: Ministerpräsident Haidar Abu Bakr al-Attas (1990–1994) (1985–1986 Ministerpräsident des Südjemen; 1986–1990 Präsident des Südjemen)
- Jordanien
  - Staatsoberhaupt: König Hussein (1952–1999)
  - Regierungschef:
    - Ministerpräsident Zaid ibn Shaker (1989, 1991–29. Mai 1993, 1995–1996)
    - Ministerpräsident Abdelsalam al-Majali (29. Mai 1993–1995, 1997–1998)
- Katar
  - Staats- und Regierungschef: Emir Chalifa bin Hamad Al Thani (1972–1995)
- Kuwait
  - Staatsoberhaupt: Emir Dschabir III. (1977–2006) (1962–1963, 1965–1978 Ministerpräsident)
  - Regierungschef: Ministerpräsident Sa'ad al-Abdallah as-Salim as-Sabah (1978–2003) (2006 Emir)
- Libanon
  - Staatsoberhaupt: Präsident Élias Hrawi (1989–1998)
  - Regierungschef: Ministerpräsident Rafiq al-Hariri (1992–1998, 2000–2004)
- Oman
  - Staats- und Regierungschef: Sultan Qabus ibn Said (1970–2020)
- Saudi-Arabien
  - Staats- und Regierungschef: König Fahd ibn Abd al-Aziz (1982–2005)
- Syrien
  - Staatsoberhaupt: Präsident Hafiz al-Assad (1971–2000) (1970–1971 Ministerpräsident)
  - Regierungschef: Ministerpräsident Mahmud Zuabi (1987–2000)
- Türkei
  - Staatsoberhaupt:
    - Präsident Turgut Özal (1989–17. April 1993) (1983–1989 Ministerpräsident)
    - Vorsitzender der Nationalversammlung Hüsamettin Cindoruk (17. April 1993–16. Mai 1993) (kommissarisch)
    - Präsident Süleyman Demirel (16. Mai 1993–2000) (1965–1971, 1975–1977, 1977–1978, 1979–1980, 1991–1993 Ministerpräsident)

  - Regierungschef:
    - Ministerpräsident Süleyman Demirel (1965–1971, 1975–1977, 1977–1978, 1979–1980, 1991–16. Mai 1993) (1993–2000 Präsident)
    - Ministerpräsident Erdal İnönü (16. Mai 1993–25. Juni 1993) (kommissarisch)
    - Ministerpräsidentin Tansu Çiller (25. Juni 1993–1996)
- Vereinigte Arabische Emirate
  - Staatsoberhaupt: Präsident Zayid bin Sultan Al Nahyan (1971–2004) (1966–2004 Emir von Abu Dhabi)
  - Regierungschef: Ministerpräsident Maktum bin Raschid Al Maktum (1971–1979, 1990–2006) (1990–2006 Emir von Dubai)

### Zentralasien
- Afghanistan
  - Staatsoberhaupt: Vorsitzender des Islamischen Rats Burhānuddin Rabbāni (1992–1996)
  - Regierungschef: Ministerpräsident Gulbuddin Hekmatyār (1993–1994, 1996)
- Kasachstan
  - Staatsoberhaupt: Präsident Nursultan Nasarbajew (1991–2019)
  - Regierungschef: Ministerpräsident Sergei Tereschtschenko (1991–1994)
- Kirgisistan
  - Staatsoberhaupt: Präsident Askar Akajew (1991–2005)
  - Regierungschef:
    - Ministerpräsident Tursunbek Tschyngyschew (1992–13. Dezember 1993)
    - Ministerpräsident Almanbet Matubraimov (13. Dezember 1993–14. Dezember 1993)
    - Ministerpräsident Apas Dschumagulow (14. Dezember 1993–1998)
- Mongolei
  - Staatsoberhaupt: Präsident Punsalmaagiin Otschirbat (1990–1997)
  - Regierungschef: Ministerpräsident Puntsagiin Dschasrai (1992–1996)
- Tadschikistan
  - Staatsoberhaupt: Präsident Emomalij Rahmon (seit 1992)
  - Regierungschef:
    - Ministerpräsident Abdumalik Abdulladschanow (1992–18. Dezember 1993)
    - Ministerpräsident Abduschalil Samadow (18. Dezember 1993–1994)
- Turkmenistan
  - Staats- und Regierungschef: Präsident Saparmyrat Nyýazow (1991–2006)
- Usbekistan
  - Staatsoberhaupt: Präsident Islom Karimov (1991–2016)
  - Regierungschef: Ministerpräsident Abdulhoshim Mutalov (1992–1995)

## Australien und Ozeanien
- Australien
  - Staatsoberhaupt: Königin Elisabeth II. (1952–2022)
    - Generalgouverneur: Bill Hayden (1989–1996)

  - Regierungschef: Premierminister Paul Keating (1991–1996)
- Cookinseln (unabhängiger Staat in freier Assoziierung mit Neuseeland)
  - Staatsoberhaupt: Königin Elisabeth II. (1965–2022)
    - Queen’s Representative: Apenera Short (1990–2000)

  - Regierungschef: Premierminister Geoffrey Henry (1983, 1989–1999)
- Fidschi
  - Staatsoberhaupt:
    - Präsident Penaia Ganilau (1987–16. Dezember 1993) (1983–1987 Generalgouverneur)
    - Präsident Kamisese Mara (16. Dezember 1993–2000) (Premierminister 1970–1987, 1987–1992)

  - Regierungschef: Premierminister Sitiveni Rabuka (1992–1999, seit 2022) (1987 Staatsoberhaupt)
- Kiribati
  - Staats- und Regierungschef: Präsident Teatao Teannaki (1991–1994)
- Marshallinseln
  - Staats- und Regierungschef: Präsident Amata Kabua (1986–1996)
- Mikronesien
  - Staats- und Regierungschef: Präsident Bailey Olter (1991–1997)
- Nauru
  - Staats- und Regierungschef: Präsident Bernard Dowiyogo (1976–1978, 1989–1995, 1996, 1998–1999, 2000–2001, 2003, 2003)
- Neuseeland
  - Staatsoberhaupt: Königin Elisabeth II. (1952–2022)
    - Generalgouverneurin: Catherine Tizard (1990–1996)

  - Regierungschef: Premierminister Jim Bolger (1990–1997)
- Niue (unabhängiger Staat in freier Assoziierung mit Neuseeland)
  - Staatsoberhaupt: Königin Elisabeth II. (1974–2022)
    - Queen’s Representative: Generalgouverneur von Neuseeland

  - Regierungschef: Premierminister
    - Young Vivian (1992–9. März 1993, 2002–2008) (kommissarisch)
    - Premierminister Frank Lui (9. März 1993–1999)
- Papua-Neuguinea
  - Staatsoberhaupt: Königin Elisabeth II. (1975–2022)
    - Generalgouverneur: Wiwa Korowi (1991–1997)

  - Regierungschef: Premierminister Paias Wingti (1985–1988, 1992–1994)
- Salomonen
  - Staatsoberhaupt: Königin Elisabeth II. (1978–2022)
    - Generalgouverneur: George Lepping (1988–1994)

  - Regierungschef:
    - Premierminister Solomon Mamaloni (1981–1984, 1989–18. Juni 1993, 1994–1997)
    - Premierminister Francis Billy Hilly (18. Juni 1993–1994)
- Tonga
  - Staatsoberhaupt: König Taufaʻahau Tupou IV. (1970–2006)
  - Regierungschef: Premierminister Baron Vaea (1991–2000)
- Tuvalu
  - Staatsoberhaupt: Königin Elisabeth II. (1978–2022)
    - Generalgouverneur:
      - Toaripi Lauti (1990–1. Dezember 1993) (1978–1981 Premierminister)
      - Tomu Sione (1. Dezember 1993–1994)

  - Regierungschef:
    - Premierminister Bikenibeu Paeniu (1989–10. Dezember 1993, 1996–1999)
    - Premierminister Kamuta Latasi (10. Dezember 1993–1996)
- Vanuatu
  - Staatsoberhaupt: Präsident Frederick Karlomuana Timakata (1984, 1989–1994)
  - Regierungschef: Premierminister Maxime Carlot Korman (1991–1995, 1996)
- Westsamoa (heute Samoa)
  - Staatsoberhaupt: O le Ao o le Malo Tanumafili II. (1962–2007)
  - Regierungschef: Premierminister Tofilau Eti Alesana (1982–1985, 1988–1998)

## Europa
- Albanien
  - Staatsoberhaupt: Präsident Sali Berisha (1992–1997) (2005–2013 Ministerpräsident)
  - Regierungschef: Ministerpräsident Aleksandër Meksi (1992–1997)
- Andorra
  - Co-Fürsten:
    - Staatspräsident von Frankreich: François Mitterrand (1981–1995)
    - Bischof von Urgell: Joan Martí Alanís (1971–2003)

  - Regierungschef: Regierungspräsident Òscar Ribas Reig (1982–1984, 1990–1994)
- Belarus
  - Staatsoberhaupt:  Vorsitzender des Obersten Sowjets Stanislau Schuschkewitsch (1991–1994)
  - Regierungschef: Ministerpräsident Wjatschaslau Kebitsch (1991–1994)
- Belgien
  - Staatsoberhaupt:
    - König Baudouin I. (1951–31. Juli 1993)
    - Regierung unter Ministerpräsident Jean-Luc Dehaene in ihrer Gesamtheit (31. Juli 1993–9. August 1993) (kommissarisch)
    - König Albert II. (9. August 1993–2013)

  - Regierungschef: Ministerpräsident Jean-Luc Dehaene (1992–1999)
- Bosnien und Herzegowina
  - Staatsoberhaupt: Präsident: Alija Izetbegović (1992–1998, 2000) (ab 1996 Vorsitzender des Staatspräsidiums)
  - Regierungschef:
    - Ministerpräsident Mile Akmadžić (1992–25. Oktober 1993)
    - Ministerpräsident Haris Silajdžić (25. Oktober 1993–1996, 1997–2000) (2008, 2010 Vorsitzender des Staatspräsidiums)
- Bulgarien
  - Staatsoberhaupt: Präsident Schelju Schelew (1990–1997)
  - Regierungschef: Ministerpräsident Ljuben Berow (1992–1994)
- Dänemark
  - Staatsoberhaupt: Königin Margrethe II. (1972–2024)
  - Regierungschef:
    - Ministerpräsident Poul Schlüter (1982–25. Januar 1993)
    - Ministerpräsident Poul Nyrup Rasmussen (25. Januar 1993–2001)

  - Färöer (politisch selbstverwalteter und autonomer Bestandteil des Königreichs Dänemark)
    - Vertreter der dänischen Regierung: Reichsombudsmann Bent Klinte (1988–1995)
    - Regierungschef:
    - Ministerpräsident Atli P. Dam (1970–1881, 1985–1989, 1991–18. Januar 1993)
    - Ministerpräsident Marita Petersen (18. Januar 1993–1994)

  - Grönland (politisch selbstverwalteter und autonomer Bestandteil des Königreichs Dänemark)
    - Vertreter der dänischen Regierung: Reichsombudsmann Steen Spore (1992–1995)
    - Regierungschef: Ministerpräsident Lars-Emil Johansen (1991–1997)
- Deutschland
  - Staatsoberhaupt: Bundespräsident Richard von Weizsäcker (1984–1994)
  - Regierungschef: Bundeskanzler Helmut Kohl (1982–1998)
- Estland
  - Staatsoberhaupt: Präsident Lennart Meri (1992–2001)
  - Regierungschef: Ministerpräsident Mart Laar (1992–1994, 1999–2002)
- Finnland
  - Staatsoberhaupt: Präsident Mauno Koivisto (1982–1994) (1968–1970, 1979–1982 Ministerpräsident)
  - Regierungschef: Ministerpräsident Esko Aho (1991–1995)
- Frankreich
  - Staatsoberhaupt: Präsident François Mitterrand (1981–1995)
  - Regierungschef:
    - Premierminister Pierre Bérégovoy (1992–29. März 1993)
    - Premierminister Édouard Balladur (29. März 1993–1995)
- Griechenland
  - Staatsoberhaupt: Präsident Konstantinos Karamanlis (1974, 1980–1985, 1990–1995) (1955–1958, 1958–1961, 1961–1963, 1974–1980 Ministerpräsident)
  - Regierungschef:
    - Ministerpräsident Konstantinos Mitsotakis (1990–13. Oktober 1993)
    - Ministerpräsident Andreas Papandreou (1981–1989, 13. Oktober 1993–1996)
- Irland
  - Staatsoberhaupt: Präsidentin Mary Robinson (1990–1997)
  - Regierungschef: Taoiseach Albert Reynolds (1992–1994)
- Island
  - Staatsoberhaupt: Präsidentin Vigdís Finnbogadóttir (1980–1996)
  - Regierungschef: Ministerpräsident Davíð Oddsson (1991–2004)
- Italien
  - Staatsoberhaupt: Präsident Oscar Luigi Scalfaro (1992–1999)
  - Regierungschef:
    - Ministerpräsident Giuliano Amato (1992–29. April 1993, 2000–2001)
    - Ministerpräsident Carlo Azeglio Ciampi (29. April 1993–1994) (1999–2006 Präsident)
- Jugoslawien
  - Staatsoberhaupt:
    - Präsident Dobrica Ćosić (1992–1. Juni 1993)
    - Präsident Miloš Radulović (1. Juni 1993–25. Juni 1993) (kommissarisch)
    - Präsident Zoran Lilić (25. Juni 1993–1997)

  - Regierungschef:
    - Ministerpräsident Milan Panić (1992–9. Februar 1993)
    - Ministerpräsident Radoje Kontić (9. Februar 1993–1998)
- Kanalinseln[1]
  - Guernsey
    - Staats- und Regierungschef: Herzogin Elisabeth II. (1952–2022)
      - Vizegouverneur: Michael Wilkins (1990–1994)

  - Jersey
    - Staats- und Regierungschef: Herzogin Elisabeth II. (1952–2022)
      - Vizegouverneur: John Sutton (1990–1995)
- Kroatien
  - Staatsoberhaupt: Präsident Franjo Tuđman (1991–1999)
  - Regierungschef:
    - Regierungspräsident Hrvoje Šarinić (1992–29. März 1993)
    - Regierungspräsident Nikica Valentić (29. März 1993–1995)
- Lettland
  - Staatsoberhaupt:
    - Parlamentssprecher Anatolijs Gorbunovs (1991–8. Juli 1993) (kommissarisch)
    - Präsident Guntis Ulmanis (8. Juli 1993–1999)

  - Regierungschef:
    - Ministerpräsident Ivars Godmanis (1991–3. August 1993, 2007–2009)
    - Ministerpräsident Valdis Birkavs (3. August 1993–1994)
- Liechtenstein
  - Staatsoberhaupt: Fürst Hans-Adam II. (seit 1989)
  - Regierungschef:
    - Hans Brunhart (1978–26. Mai 1993)
    - Regierungschef Markus Büchel (26. Mai 1993–15. Dezember 1993)
    - Regierungschef Mario Frick (15. Dezember 1993–2001)
- Litauen
  - Staatsoberhaupt: Präsident Algirdas Brazauskas (1992–1998) (2001–2006 Ministerpräsident)
  - Regierungschef:
  - Regierungschef: Ministerpräsident Bronislovas Lubys (1992–10. März 1993)
    - Ministerpräsident Adolfas Šleževičius (10. März 1993–1996)
- Luxemburg
  - Staatsoberhaupt: Großherzog Jean (1964–2000)
  - Regierungschef: Ministerpräsident Jacques Santer (1984–1995)
- Malta
  - Staatsoberhaupt: Präsident Ċensu Tabone (1989–1994)
  - Regierungschef: Premierminister Edward Fenech Adami (1987–1996, 1998–2004) (2004–2009 Präsident)
- Isle of Man[1]
  - Staatsoberhaupt: Lord of Man Elisabeth II. (1952–2022)
    - Vizegouverneur: Laurence Jones (1990–1995)

  - Regierungschef: Premierminister Miles Walker (1986–1996)
- Mazedonien
  - Staatsoberhaupt: Präsident Kiro Gligorov (1991–1999)
  - Regierungschef: Ministerpräsident Branko Crvenkovski (1992–1998, 2002–2004) (2004–2009 Präsident)
- Moldau
  - Staatsoberhaupt: Präsident Mircea Ion Snegur (1991–1997)
  - Regierungschef: Ministerpräsident Andrei Sangheli (1992–1997)
  - Transnistrien (international nicht anerkannt)
    - Präsident: Igor Smirnow (1991–2011)
- Monaco
  - Staatsoberhaupt: Fürst: Rainier III. (1949–2005)
  - Regierungschef: Staatsminister Jacques Dupont (1991–1994)
- Niederlande
  - Staatsoberhaupt: Königin Beatrix (1980–2013)
  - Regierungschef: Ministerpräsident Ruud Lubbers (1982–1994)
  - Niederländische Antillen (Land des Königreichs der Niederlande)
    - Vertreter der niederländischen Regierung: Gouverneur Jaime Saleh (1990–2002)
    - Regierungschef: 
      - Ministerpräsidentin Maria Liberia-Peters (1984–1986, 1988–25. November 1993)
      - Ministerpräsident Susy Camelia-Römer (25. November–28. Dezember 1993, 1998–1999)
      - Ministerpräsident Alejandro Felippe Paula (28. Dezember 1993–1994)
- Norwegen
  - Staatsoberhaupt: König Harald V. (seit 1991)
  - Regierungschef: Ministerpräsidentin Gro Harlem Brundtland (1981, 1986–1989, 1990–1996)
- Österreich
  - Staatsoberhaupt: Bundespräsident Thomas Klestil (1992–2004)
  - Regierungschef: Bundeskanzler Franz Vranitzky (1986–1997)
- Polen
  - Staatsoberhaupt: Präsident Lech Wałęsa (1990–1995)
  - Regierungschef:
    - Ministerpräsidentin Hanna Suchocka (1992–26. Oktober 1993)
    - Ministerpräsident Waldemar Pawlak (1992, 26. Oktober 1993–1995)
- Portugal
  - Staatsoberhaupt: Präsident Mário Soares (1986–1996) (1976–1978, 1983–1985 Ministerpräsident)
  - Regierungschef: Ministerpräsident Aníbal Cavaco Silva (1985–1995) (seit 2006 Präsident)
- Rumänien
  - Staatsoberhaupt: Präsident Ion Iliescu (1989–1996, 2000–2004)
  - Regierungschef: Ministerpräsident Nicolae Văcăroiu (1992–1996)
- Russland
  - Staatsoberhaupt: Präsident Boris Jelzin (1991–1999)
  - Regierungschef: Ministerpräsident Wiktor Tschernomyrdin (1992–1998)
- San Marino
  - Staatsoberhaupt: Capitani Reggenti
    - Romeo Morri (1. Oktober 1992–1. April 1993) und Marino Zanotti (1. Oktober 1992–1. April 1993, 1997–1998)
    - Patrizia Busignani (1. April 1993–1. Oktober 1993) und Salvatore Tonelli (1. April 1993–1. Oktober 1993)
    - Gian Luigi Berti (1. Oktober 1993–1. April 1994) und Paride Andreoli (1. Oktober 1993–1. April 1994, 1997)

  - Regierungschef: Außenminister Gabriele Gatti (1986–2002) (2011–2012 Capitano Reggente)
- Schweden
  - Staatsoberhaupt: König Carl XVI. Gustaf (seit 1973)
  - Regierungschef: Ministerpräsident Carl Bildt (1991–1994)
- Schweiz[2]
  - Bundespräsident Adolf Ogi (1. Januar 1993–31. Dezember 1993, 2000)
  - Bundesrat:
    - Otto Stich (1984–1995)
    - Jean-Pascal Delamuraz (1984–1998)
    - Flavio Cotti (1987–1999)
    - Arnold Koller (1987–1999)
    - René Felber (1988–31. März 1993)
    - Adolf Ogi (1988–2000)
    - Kaspar Villiger (1989–2003)
    - Ruth Dreifuss (1. April 1993–2002)
- Slowakei (seit 1. Januar 1993 unabhängig)
  - Staatsoberhaupt:
    - Ministerpräsident Vladimír Mečiar (1. Januar 1993–2. März 1993) (kommissarisch)
    - Präsident Michal Kováč (2. März 1993–1998)

  - Regierungschef: Ministerpräsident Vladimír Mečiar (1. Januar 1993–1994, 1994–1998)
- Slowenien
  - Staatsoberhaupt: Präsident Milan Kučan (1991–2002)
  - Regierungschef: Ministerpräsident Janez Drnovšek (1992–2000, 2000–2002) (2002–2007 Präsident)
- Spanien
  - Staatsoberhaupt: König Juan Carlos I. (1975–2014)
  - Regierungschef: Ministerpräsident Felipe González (1982–1996)
- Tschechien (seit 1. Januar 1993 unabhängig )
  - Staatsoberhaupt:
    - Ministerpräsident Václav Klaus (1. Januar 1993–2. Februar 1993, 2003–2013) (kommissarisch)
    - Präsident Václav Havel (2. Februar 1993–2003)

  - Regierungschef: Ministerpräsident Václav Klaus (1. Januar 1993–1997) (2003–2013 Präsident)
- Ukraine
  - Staatsoberhaupt: Präsident Leonid Krawtschuk (1991–1994)
  - Regierungschef:
    - Ministerpräsident Leonid Kutschma (1992–22. September 1993) (1994–2005 Präsident)
    - Ministerpräsident Juchym Swjahilskyj (22. September 1993–1994) (kommissarisch)
- Ungarn
  - Staatsoberhaupt: Präsident Árpád Göncz (1990–2000)
  - Regierungschef:
    - Ministerpräsident József Antall (1990–12. Dezember 1993)
    - Ministerpräsident Péter Boross (12. Dezember 1993–1994)
- Vatikanstadt
  - Staatsoberhaupt: Papst Johannes Paul II. (1978–2005)
  - Regierungschef:
    - Kardinalstaatssekretär Angelo Sodano (1990–2006)
    - Präsident des Governatorats Rosalio Lara (1990–14. Oktober 1997)
- Vereinigtes Königreich
  - Staatsoberhaupt: Königin Elisabeth II. (1952–2022) (gekrönt 1953)
  - Regierungschef: Premierminister John Major (1990–1997)
- Republik Zypern
  - Staats- und Regierungschef:
    - Präsident Georges Vassiliou (1988–28. Februar 1993)
    - Präsident Glafkos Klerides (28. Februar 1993–2003)

  - Nordzypern (international nicht anerkannt)
    - Staatsoberhaupt: Präsident Rauf Denktaş (1983–2005)
    - Regierungschef: Ministerpräsident Derviş Eroğlu (1985–1994, 1996–2004, 2009–2010) (2010–2015 Präsident)